# The Tiger's Apprentice (phim 2024)
The Tiger's Apprentice là một bộ phim hoạt hình giả tưởng của Mỹ dựa trên cuốn tiểu thuyết cùng tên năm 2003 của Laurence Yep. Phim do Paramount Animation và Jane Startz Productions sản xuất, đạo diễn bởi Raman Hui, Paul Watling và Yong Duk Jhun từ kịch bản của David Magee và Christopher Yost. Phim có sự tham gia lồng tiếng của Henry Golding, Lucy Liu, Brandon Soo Hoo, Bowen Yang, Jo Koy, Sherry Cola, Leah Lewis, Sandra Oh và Michelle Yeoh.